# 浙江省 (汪兆銘政権)
浙江省（せっこう-しょう）は汪兆銘政権に存在した省。

## 沿革
中華民国維新政府が1938年（民国27年）6月22日に設置した浙江省を前身とする。
1940年（民国29年）10月3日、汪兆銘政権は政治委員会第22次会議で中華民国維新政府の江蘇省政府を改編することを決定、省会を呉県と定め、下部に杭州市、杭県、呉興、嘉興、海寧、平湖、長興、余杭、崇徳、桐郷、徳清、武康、海塩、富陽、蕭山、紹興の1市16県を管轄した。1943年（民国32年）3月、浙江東特別区が廃止となり、余姚、奉化、慈渓、象山、鎮安、鄞県が編入されていた。
県政監督のための行政専員公署は7区設置され、1943年（民国32年）4月に、第1、2区が、翌年3月に第3区から第7区が設置されている。

## 歴代省長・省政府主席

### 省長
- 汪瑞闓：1940年3月30日 - 1940年10月5日

（中華民国維新政府から継続）

### 省政府主席
- 汪瑞闓：1940年10月5日 - 1941年1月24日〔死去〕
- 梅思平：1941年2月13日 - 8月22日〔沈爾喬が代理〕
- 傅式説：1941年8月22日 - 1943年1月2日

### 省長
- 傅式説：1943年1月2日 - 1944年9月14日
- 項致荘：1944年9月14日 - 1945年5月3日
- 丁黙邨：1945年5月3日 - 8月〔廃止〕